# Terminiers
Terminiers is een gemeente in het Franse departement Eure-et-Loir (regio Centre-Val de Loire). De plaats maakt deel uit van het arrondissement Châteaudun. Terminiers telde op 1 januari 2022 881 inwoners.

## Geografie
De oppervlakte van Terminiers bedroeg op 1 januari 2022 31,72 vierkante kilometer; de bevolkingsdichtheid was toen 27,8 inwoners per km².

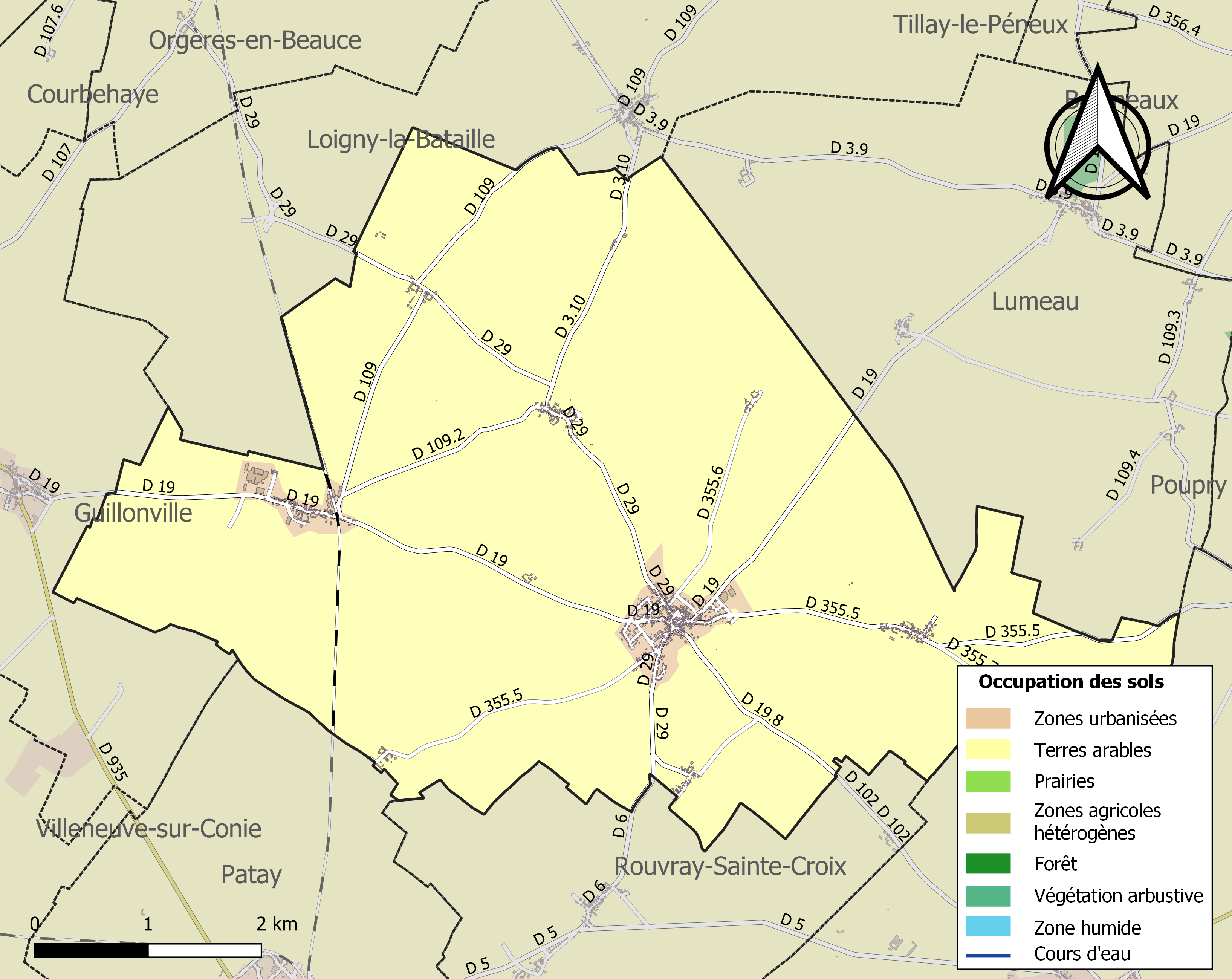
Kaart van de gemeente met belangrijkste infrastructuur, bodemgebruik en omliggende gemeenten

## Demografie
Onderstaande figuur toont het verloop van het inwonertal (bron: INSEE-tellingen).